# Георги Глушков
Георги Глушков е бивш български баскетболист и президент на Българската федерация по баскетбол от 2011 г. Играл е в Националната Баскетболна Асоциация (НБА) на САЩ и Канада в отбора на Финикс Сънс. Той е първият българин, играл в лигата и е първият баскетболист от Източния блок, привлечен в НБА. Назначен е за министър на спорта в служебното правителство на Димитър Главчев.

## Биография
Георги Глушков е роден на 10 януари 1960 г. в Трявна. От първи до седми клас учи в СПУ „Петко Рачев Славейков“, Трявна. След това продължава образованието си в спортно училище в град Ямбол.
На 17 години е вече национален състезател, а в средата на 80-те години на миналия век се нарежда сред петимата най-добри баскетболисти на Европа. През сезон 1984/85 печели шампионската титла в състава на Академик (Варна) и записва 33 точки и 23 борби средно на мач.
На 25 септември 1985 година е изтеглен в драфта на НБА под номер 148 от Финикс Сънс и става първият играч от Източна Европа в НБА. В САЩ събитието е отбелязано със специален комплект за журналисти, който съдържа история на България и разговорник на български език. Там обаче Глушков остава само един сезон и е отпратен обратно към Европа. Пристрастява се към храната от заведения за бързо хранене, а заради спадналата му форма треньорите на Финикс се усъмняват, че може би използва анаболни стероиди.  През сезона изиграва 49 мача (16 като титуляр), в които играе средно по 15 минути и записва 4.9 точки и 3.3 борби. След слабо представяне по време на контролните мачове в Лятната лига обаче се завръща в Европа.
По-късно играе в Италия, Испания и за Академик Варна.
С националния отбор на България по баскетбол Глушков взима участие общо на четири европейски първенства – през 1979, 1985, 1989 и 1991 г.
Почетен гражданин на Трявна от 2012 г.